# Nuer-Dinka
Das Nuer-Dinka ist eine Sprachgruppe der beiden eng verwandten afrikanischen Völker der Nuer und der Dinka im Südsudan und in den angrenzenden Gebieten Äthiopiens und Kenias. Die Beziehungen zwischen den beiden benachbarten Völkern sind traditionell jedoch gespannt.
Die Sprache ist ein Zweig der nord-nilotischen Gruppe und wird weiter unterteilt in 
- Nuer
- Dinka
  - Nordost-Dinka
  - Nordwest-Dinka
  - Südzentral-Dinka
  - Südost-Dinka
  - Südwest-Dinka